# 움라우트

움라우트(독일어: Umlaut, 독일어로 ‘둘레’를 뜻하는 um-과 ‘소리’를 뜻하는 Laut의 합성어)는 변모음의 한 종류이다. 구체적으로 후설모음이 [i], [iː], [j] 앞에 왔을 때, 연관된 전설모음으로 바뀌는 현상이다. 이 현상은 450~500년경 여러 게르만어에서 독립적으로 일어나 고트어를 제외한 모든 초기 게르만어에 영향을 주었다.
움라우트의 종류로는 Ä/ä, Ö/ö, Ü/ü가 있다. 각 문자의 국제 음성 기호는 ä는 [ɛ], ö는 [œ], ü는 [ʏ]이다. 각 문자를 사용할 수 없는 경우는 a, o, u의 뒤에 e를 붙여 각각 ae, oe, ue로 표기한다.

## 한국어
한국어에서는 이를 ㅣ모음 역행동화라고 한다. ㅏ, ㅓ, ㅗ, ㅜ 가 ㅣ와 만났을 때 모음 ㅐ, ㅔ, ㅟ, ㅚ로 바뀐다.
예) 핵교(학교), 에미(어미), 쥐기다(죽이다), 괴기(고기)
표준어 규정에서는 일부를 빼고는(예: -내기/-나기, 냄비/남비, 동댕이치다/동당이치다; 앞이 표준어, 뒤가 비표준어) 표준 발음으로 인정하지 않는다(표준어 규정 1부 제2장 9항).

## 켈트어파
모음 변이(Affection 또는 vowel mutation)라고 한다.
예) 웨일스어: gair (낱말) + -iadur(장치를 나타내는 접미사) → geiriadur (사전) 에서 -ai-가 -ei-로 변화

## 같이 보기
- 트레마
- 모음 조화